# Сокращение популяции земноводных

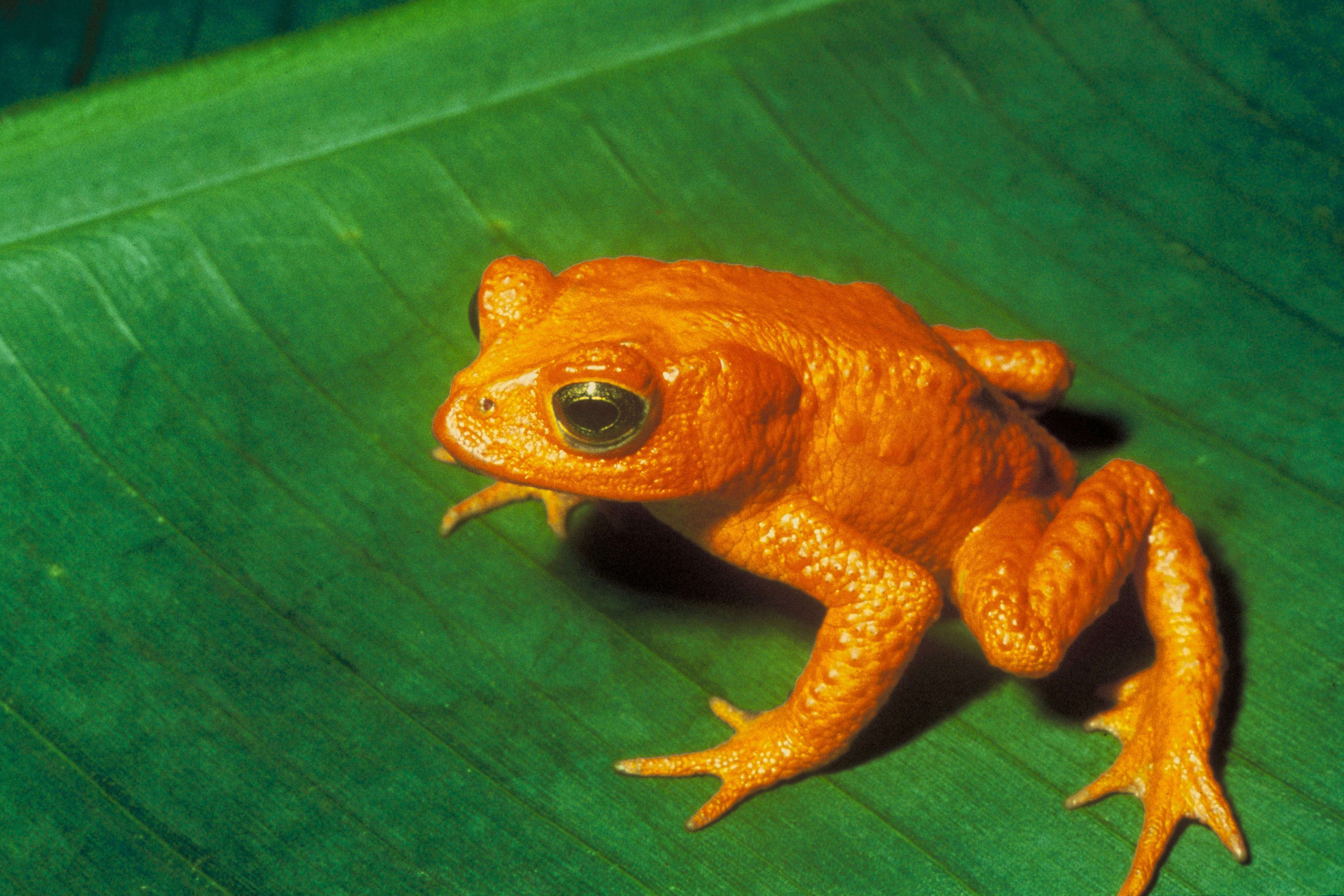
Золотистая жаба из Monteverde, Коста Рика, оказалась одной из первых жертв сокращения численности земноводных. Ранее встречавшаяся в изобилии, в 1989 году она исчезла.

Резкое сокращение численности земноводных, включая массовое локальное вымирание, стало заметно с 1980-х годов повсюду в мире. Это сокращение воспринимается как одна из главных угроз для глобального биоразнообразия, а причинами его считаются несколько факторов, среди которых болезни, изменение и разрушение среды обитания, эксплуатация, загрязнение, использование пестицидов, вселение чужеродных видов, изменение климата, а также увеличение уровня ультрафиолетового излучения типа Б (UV-B). В то же время, многие причины сокращения численности земноводных до сих пор слабо изучены и являются объектом продолжающихся исследований. Расчёты, основанные на темпах сокращения, предсказывают, что текущий темп сокращения мог бы быть в 211 раз выше фонового сокращения; оценка возрастает до уровня 25039-45474 крат в случае включения в расчёт видов, которым угрожает опасность.

## Наблюдения

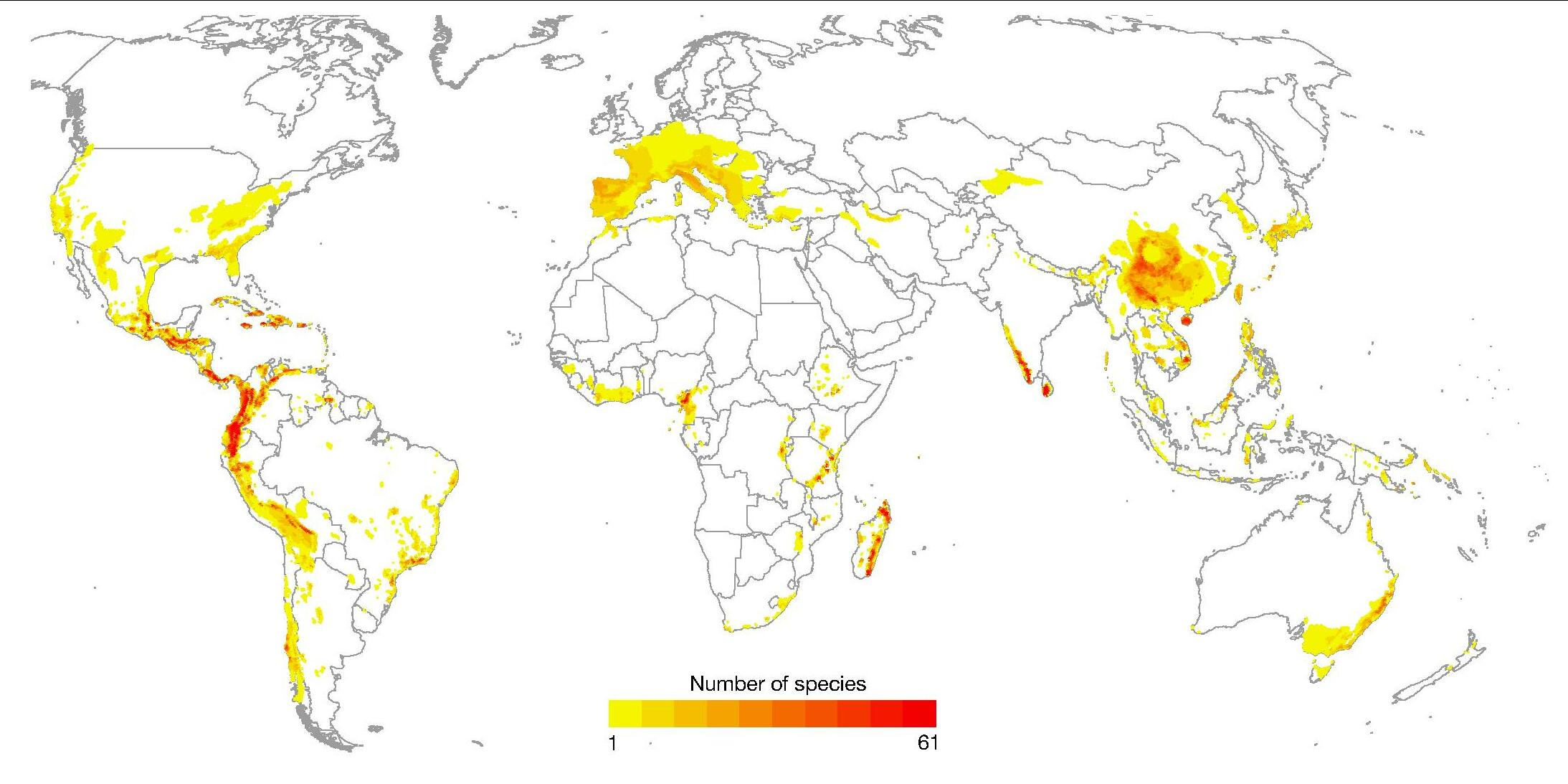
Распространение 2873 видов земноводных, находящихся под угрозой исчезновения в мире.

За последние три десятилетия во всем мире произошло сокращение популяций амфибий (класс организмов, включающий лягушек, жаб, саламандр, тритонов и червяг). В 2004 году были опубликованы результаты первой всемирной оценки популяций амфибий — Глобальной оценки амфибий. Она показала, что 32% видов находятся под угрозой исчезновения в глобальном масштабе, по крайней мере 43% испытывают ту или иную форму сокращения популяции, и что от 9 до 122 видов вымерли с 1980 года.  По состоянию на 2010 год Красный список МСОП, включающий Глобальную оценку амфибий и последующие обновления, включает 650 видов амфибий как «находящиеся в критическом состоянии», а 35 — как «вымершие».  Несмотря на высокий риск, которому подвергается эта группа, последние данные свидетельствуют о том, что общественность в значительной степени становится безразличной к этой и другим экологическим проблемам, что создает серьезные проблемы как для защитников природы, так и для работников сферы охраны окружающей среды.
В июне 2022 года завершилась вторая Глобальная оценка амфибий. В результате оценки число амфибий в Красном списке МСОП достигло 8011 — на 39,9% больше по сравнению с 2004 годом. На момент окончания исследования под угрозой исчезновения находится 92,9% из 8615 описанных видов.
Сокращение популяций амфибий впервые было широко признано в конце 1980-х годов, когда большая группа герпетологов сообщила о замеченном сокращении популяций амфибий по всему миру.  Среди этих видов золотая жаба (Bufo periglenes), эндемичная для Монтеверде, Коста-Рика, занимала видное место. Она была предметом научных исследований, пока популяция внезапно не упала в 1987 году, и она полностью исчезла к 1989 году.  Другие виды в Монтеверде, включая пёстрого арлекина (Atelopus varius), также исчезли в то же время. Поскольку эти виды находились в нетронутом заповеднике Монтеверде, и эти вымирания не могли быть связаны с местной деятельностью человека, они вызвали особую обеспокоенность у биологов.
Многие ученые полагают, что земноводные выполняют функцию «шахтерских канареек в угольной шахте», и что сокращение популяций и видов земноводных указывает на то, что другие группы животных и растений вскоре окажутся под угрозой.

### Первоначальный скептицизм
Когда в конце 1980-х годов сокращение популяции амфибий впервые было представлено как проблема сохранения, некоторые ученые не были убеждены в реальности и серьезности проблемы сохранения.  Некоторые биологи утверждали, что популяции большинства организмов, включая амфибий, естественным образом меняются со временем. Они утверждали, что отсутствие долгосрочных данных о популяциях амфибий затрудняет определение того, стоили ли анекдотические сокращения, о которых сообщают биологи, (часто ограниченного) времени и денег на усилия по сохранению.
Однако, несмотря на этот первоначальный скептицизм, биологи пришли к единому мнению, что сокращение популяций амфибий представляет собой реальную и серьезную угрозу биоразнообразию.  Этот консенсус возник с увеличением числа исследований, в которых отслеживались популяции амфибий, прямым наблюдением массовой смертности в нетронутых местах без видимых причин и осознанием того, что сокращение популяций амфибий носит поистине глобальный характер.